# 劉詳
劉 詳（りゅう しょう、生没年不詳）は、五胡十六国時代の後燕の人物。

## 生涯
後燕に仕え、博士に任じられていた。
386年3月、皇帝慕容垂は母の蘭氏を文昭皇后として追尊し、文明皇后を移して、父の慕容皝の廟に配享しようと考えた。詔によりこれを百官に議論させると、ほとんどの者が同意したが、劉詳・董謐は「堯の母の慶都は嚳の第三妃でありましたが、第一妃の姜嫄を凌ぐことはありませんでした。聖王の道を明らかにするためには至公を第一とすべきであり、文昭皇后には別廟を建てるべきです」と答えた。
慕容垂は怒って迫ったが、劉詳・董謐は「君主が欲するならば、臣に問うこともありません。臣は経を勘案して礼を奉じたまでで、それ以外の考えは抱いておりません」と答えた。慕容垂は再び儒者に問う事は無く、すぐに文明皇后を移して蘭氏に代えた。さらには、可足渾氏は社稷を傾けたと断罪して烈祖の廟から廃し、代わりに昭儀段氏を景徳皇后に追尊して配享した。
これ以後の事績は、史書に記されていない。